# 신비아파트 특별편: 붉은눈의 사신
《신비아파트 특별판: 붉은 눈의 사신》(영어: The Haunted House Special: The Red-Eyed Grim Reaper)은 신비아파트 시리즈의 TVA 총집편 극장판이다.

## 시놉시스
“붉은 달이 뜨면 이 세상은 멸망하리라”
‘하리’와 친구들은 가까스로 미라를 물리쳤지만 사신의 위협은 계속되고 있다. 귀도퇴마사가 된 ‘강림’의 배신 그리고 레드아이에 걸린 ‘가은’까지 ‘하리’는 소중한 두 친구의 생각으로 마음 둘 곳이 없는데... 그러던 어느 날, 사신의 저주가 다시 퍼지기 시작한다! 끝나지 않은 사신의 저주 VS 마지막 희망이 된 ‘하리’와 친구들 세상을 지키기 위한 최후의 전투가 시작된다!

시놉시스

## 예고편
- 메인 예고편[1]

## 등장인물

### 주연
- 신비
- 금비
- 주비
- 구하리
- 구두리
- 최강림
- 김현우
- 이가은
- 현(귀도 현)
- 김청하(귀도 청)
- 리온 레이몬드/카인

### 악역

#### 귀도퇴마사
- 귀도 곤
- 귀도 강
- 귀도퇴마사 대원들

## 평가
위대한 한국 애니메이션 시리즈의 팬서비스 특별편
- 남지우 | ★★★

## 성우진
- 조현정: 신비
- 양정화: 금비
- 김현지: 주비
- 김영은: 구하리
- 김채하: 구두리
- 신용우: 최강림
- 김명준: 리온 레이몬드/카인
- 여민정: 이가은
- 채림: 김청하
- 김장: 현
- 성완경 : 귀도 곤
- 시영준 : 귀도 강